# Вища школа (фільм)
«Вища школа» (фр. Grande École) — французький фільм-драма 2004 року, поставлений режисером Робером Салісом за однойменною драмою 1995 року французького театрального драматурга і перекладача Жан-Марі Бессе про класові, сексуальні і культурні відмінності сучасного суспільства, про любов і дружбу двох студентів престижного навчального закладу Франції. Фільм брав участь в конкурсній програмі Роттердамського кінофестивалю 2004 року .

## Сюжет
Студент коледжу Поль (Грегорі Баке) закохується в сусіда по кімнаті, аристократичного натурала Луї-Арно (Жослін Ківрен), який не може запропонувати йому нічого окрім міцної чоловічої дружби. У обох хлопців є подруги. Ревнива Аньес (Аліса Тальйоні) здогадується про потяг Поля до Луї-Арно і їхні стосунки поступово псуються. Вона пропонує Полю укласти парі: хто з них перший спокусить Луї-Арно.
Тим часом Поль знайомиться з робітником арабського походження на ім'я Месір (Салім Кеш'юш), який стає його коханцем, але боїться, що батько коли-небудь дізнається про соціально-неприйнятні стосунки сина. Поль зовсім заплутався.

## У ролях
| Грегорі Баке     | ···· | Поль                  |
| Аліса Тальйоні   | ···· | Аньєс                 |
| Жослін Ківрен    | ···· | Луї-Арно              |
| Елоді Наварр     | ···· | Емелін                |
| Артур Жуньо      | ···· | Шуке                  |
| Салім Кеш'юш     | ···· | Месір                 |
| Єва Дарлан       | ···· | мадам Фуке            |
| Лакшанта Абенаяк | ···· | журналіст у в'язниці  |
| Ясмін Бельмаді   | ···· | перший працівник      |
| Жак Коллар       | ···· | гість                 |
| Арно Бінар       | ···· | тренер з водного поло |

## Музика
- Йоганн Себастьян Бах: «Concerto pour Violon, Hautbois et Orchestre en Rй mineur — BWV 1060» (Концерт Ре-мінор для скрипки і гобоя (BWV-1060), клавір)
- Йоганн Себастьян Бах: «Passion selon Saint-Mathieu» (Страсті за Матвієм)
- Брамс: «Danse Hongroise No 1 en Sol Mineur — Version orchstrale»
- Брамс: «Danse Hongroise No 1 en Sol Mineur — Version piano а Quatre mains»
- Жорж Бізе: «L'Arlesiana»
- Дмитро Шостакович: «Andante du Concerto pour Piano No 2 Opus 101»
- Джакомо Пуччіні: «E lucevan le stelle» (extrait de «Tosca»)
- Джованні Фуско: «Tema Romantica Uno»
- Деббі Вайзман: «Autumn Harvest»[3]

## Визнання
| Нагороди та номінації фільму «Вища школа» | Нагороди та номінації фільму «Вища школа» | Нагороди та номінації фільму «Вища школа» | Нагороди та номінації фільму «Вища школа» | Нагороди та номінації фільму «Вища школа» | Нагороди та номінації фільму «Вища школа» |
| Рік                                       | Кінофестиваль/кінопремія                  | Категорія/нагорода                        | Номінант                                  | Результат                                 | Результат                                 |
| ----------------------------------------- | ----------------------------------------- | ----------------------------------------- | ----------------------------------------- | ----------------------------------------- | ----------------------------------------- |
| 2004                                      | Роттердамський міжнародний кінофестиваль  | Tiger Award                               | Вища школа                                | Номінація                                 |                                           |